# Harry von Rège

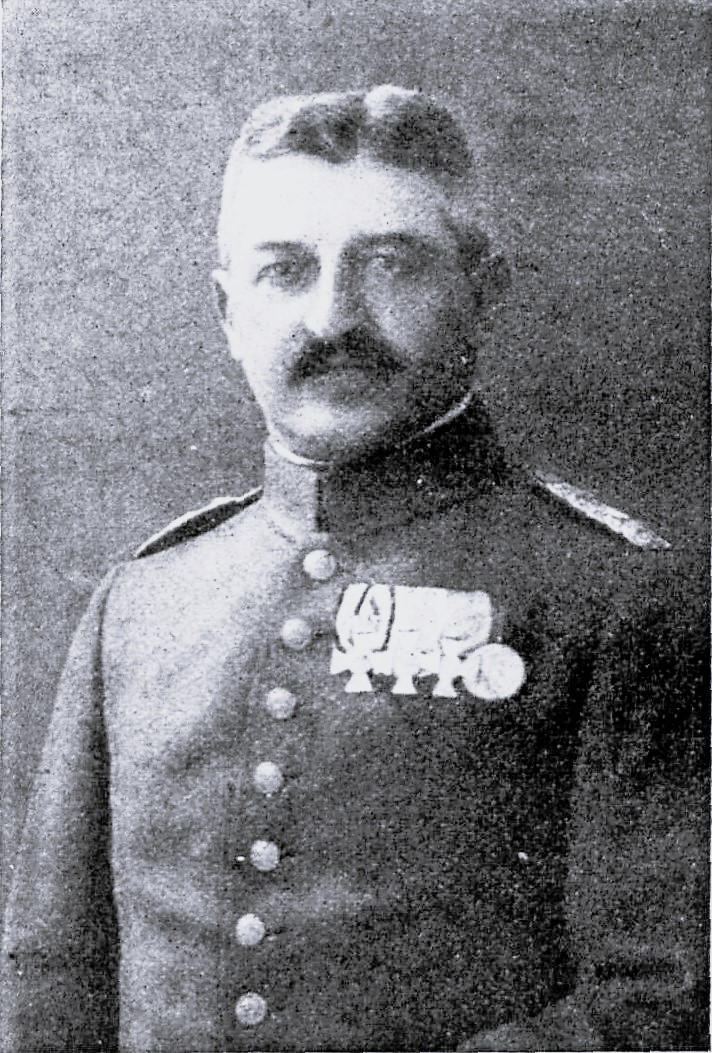
Oberst von Rège

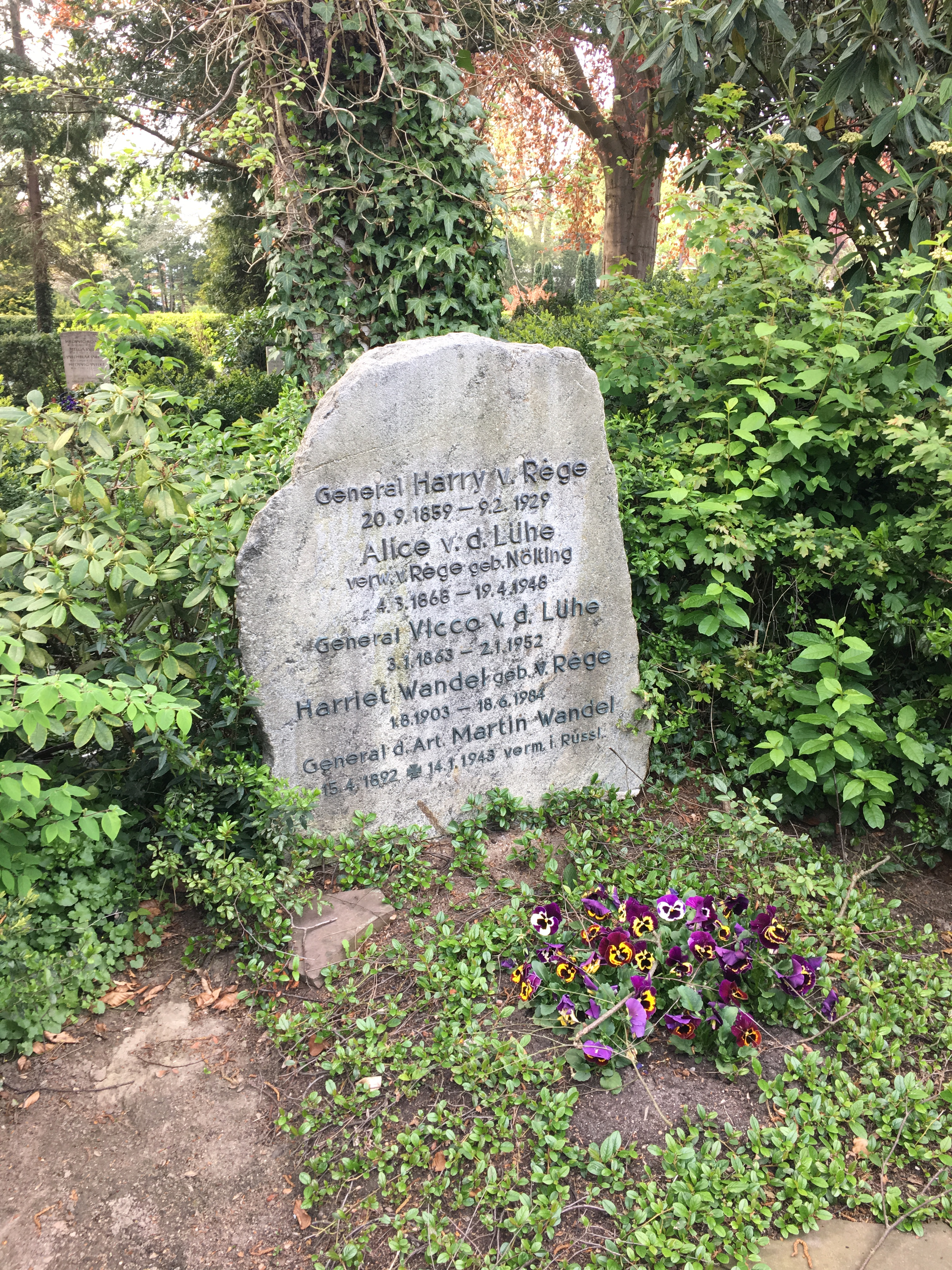
Grab Harry von Rège auf dem Burgtorfriedhof

Harry Emil von Rège (* 20. September 1859 in Schneidemühl; † 9. Februar 1929 in Berlin-Friedenau) war ein preußischer Generalmajor.

## Leben

### Herkunft
Er war der Sohn des preußischen Oberstleutnants Emil von Rège (1816–1881) und dessen Ehefrau Charlotte Wilhelmine Antonie, geborene von Dresky (1828–1895). Sein Vater war am 11. Juli 1865 durch König Wilhelm I. in den erblichen preußischen Adelsstand erhoben worden.

### Militärlaufbahn
Aus dem Kadettenkorps kommend wurde Rège am 12. April 1879 als Sekondeleutnant dem in Hamburg und Lübeck stationierten 2. Hanseatischen Infanterie-Regiment Nr. 76 überwiesen. Vom 1. November 1884 bis zum 18. Februar 1889 war er Adjutant des II. Bataillons und Gerichtsoffizier. Während dieser Zeit wurde er am 19. September 1888 zum Premierleutnant befördert und im Februar 1891 zu einem Unterrichtskursus zur Spandauer Gewehrfabrik abkommandiert. Beim Besuch des Kaisers in der Freien und Hansestadt Lübeck am 1. April 1891 war er dessen Ordonnanzoffizier. Hierfür erhielt er einen Ehrensäbel, zu dessen Führung er ab dem 15. August 1893 per Allerhöchster Genehmigung berechtigt war. Vom 1. Oktober 1891 war er Adjutant des Landwehrbezirks Bremen. Unter Beförderung zum Hauptmann am 13. März 1884 kehrte Rège am 15. September 1893 zurück und wurde zum Chef der 3. Kompanie ernannt. Vom 17. Mai bis 27. Juni 1894 verließ er seine Kompanie, da er zu einem Lehrkursus der Infanterie-Schießschule nach Wünsdorf abkommandiert wurde. Vom 20. bis 24. Oktober 1895 sowie vom 8. bis 13. Juli 1897 war er mit dem Generalkommando des IX. Armee-Korps auf Übungsreise.
Am 1. Oktober 1901 erteilte Hanno von Dassel, Regimentskommandeur der 76er, Rège den Befehl, eine Offizierstammliste des Regiments aufzustellen. Der Voranstellung der Kommandeure folgten die Offiziere nach deren Eintrittsdatum, etatmäßige Stabsoffiziere, Kompaniechefs und Adjutanten. In ihrem Anhang befindet sich ein Verzeichnis der beim Regiment gefallenen und der mit der Uniform des Regiments verabschiedeten Offiziere. Die Liste wurde mit dem Stand vom 1. April 1902 veröffentlicht.
Vom 4. bis 9. August 1902 war Rège zur taktischen Übungsreise der Stabsoffiziere der 17. Division abkommandiert gewesen. Mit seiner Beförderung vom 5. September 1904 wurde er von seinem Kommando entbunden und als überzähliger Major seinem Regiment aggregiert. Es folgte am 16. Oktober 1906 seine Versetzung nach Minden in das Infanterie-Regiment „Prinz Friedrich der Niederlande“ (2. Westfälisches) Nr. 15, wo Rège zum Kommandeur des III. Bataillons ernannt wurde. Zu einer Übungsreise des VII. Armee-Korps vom 6. bis 9. Juli 1909 wurde er abkommandiert. Von seiner Stellung als Bataillonskommandeur wurde er am 7. April 1911 enthoben und in den Stab des Regiments versetzt. Dort wurde er am 21. April 1911 zu einem Oberstleutnant befördert. Am 21. Januar 1913 wurde Rège mit der gesetzlichen Pension zur Disposition gestellt und zum Kommandeur des Landwehr-Bezirks Stargard ernannt. In dieser Stellung erhielt Rège am 27. Januar 1914 den Charakter als Oberst.
Mit der Mobilmachung bei Ausbruch des Ersten Weltkrieges wurde Rège als z.D.-Offizier wiederverwendet. Er erhielt das Kommando über das Stargarder Reserve-Infanterie-Regiment Nr. 211, ein sogenanntes „Kinderregiment“, in Westflandern. Zu Beginn des Jahres 1915 wurde er mit dem Eisernen Kreuz I. Klasse ausgezeichnet.

### Familie
Rège hatte sich am 27. Dezember 1888 in der Lübecker Marienkirche von Lübeck mit Alice Henriette, sechstes Kind des Rentiers Carl Georg Nölting und Schwester der Frau des Lübecker Senators Julius Vermehren (1868–1947) verheiratet. Aus der Ehe ging die Tochter Harriet Isabel Anneliese Carmen (1903–1984) hervor. Sie heiratete am 17. Oktober 1925 in Berlin Martin Wandel (1892–1943).
Alice heiratete nach seinem Tode Vicco von der Lühe.

## Veröffentlichungen
- Offizier-Stammliste des Infanterie-Regiments Nr. 76. Mauke, Hamburg 1902.
- Stammtafel der Familie von Rège. 1917.

## Auszeichnungen
- Roter Adlerorden IV. Klasse
- Kronen-Orden IV. Klasse
- Lübecker Hanseatenkreuz[7]